# Acanthurus achilles
Acanthurus achilles är en fiskart som beskrevs av Shaw, 1803. Acanthurus achilles ingår i släktet Acanthurus och familjen Acanthuridae. IUCN kategoriserar arten globalt som livskraftig. Inga underarter finns listade i Catalogue of Life.

## Bildgalleri

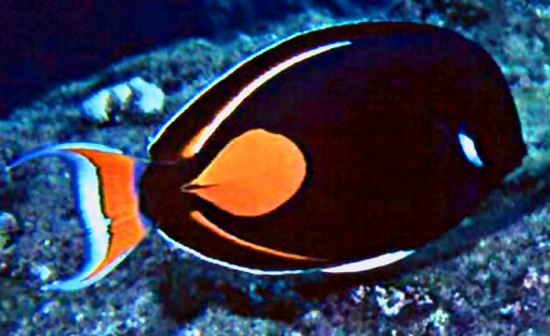
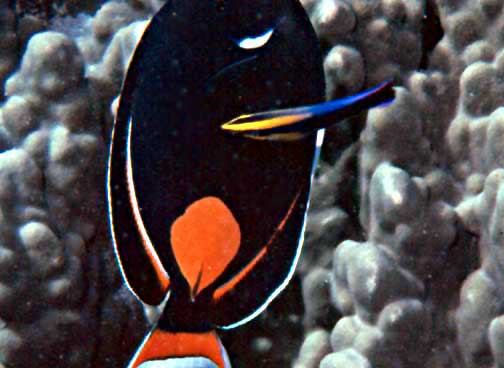
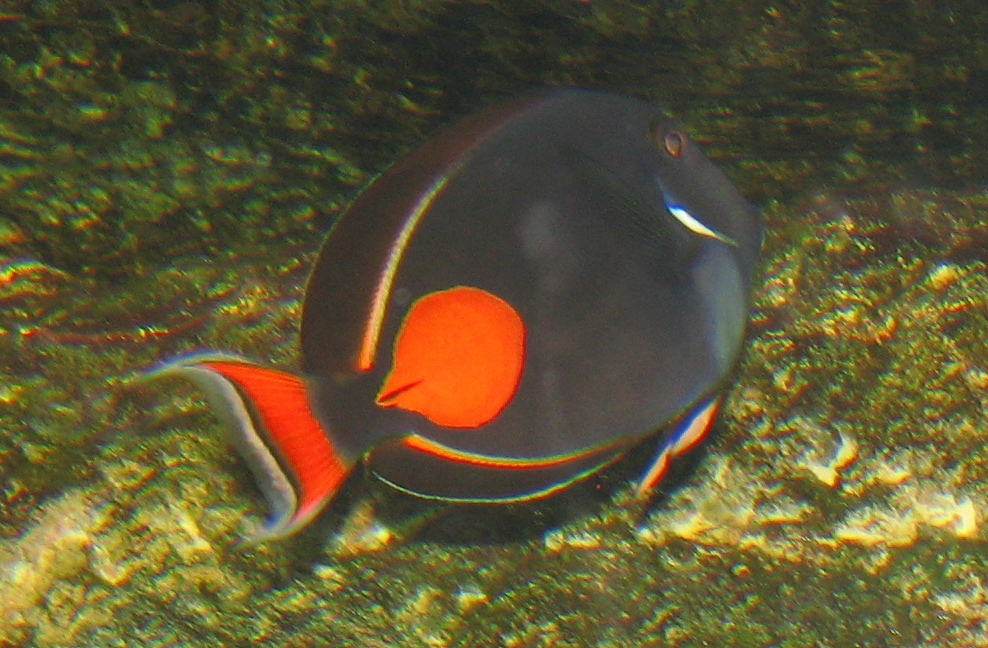
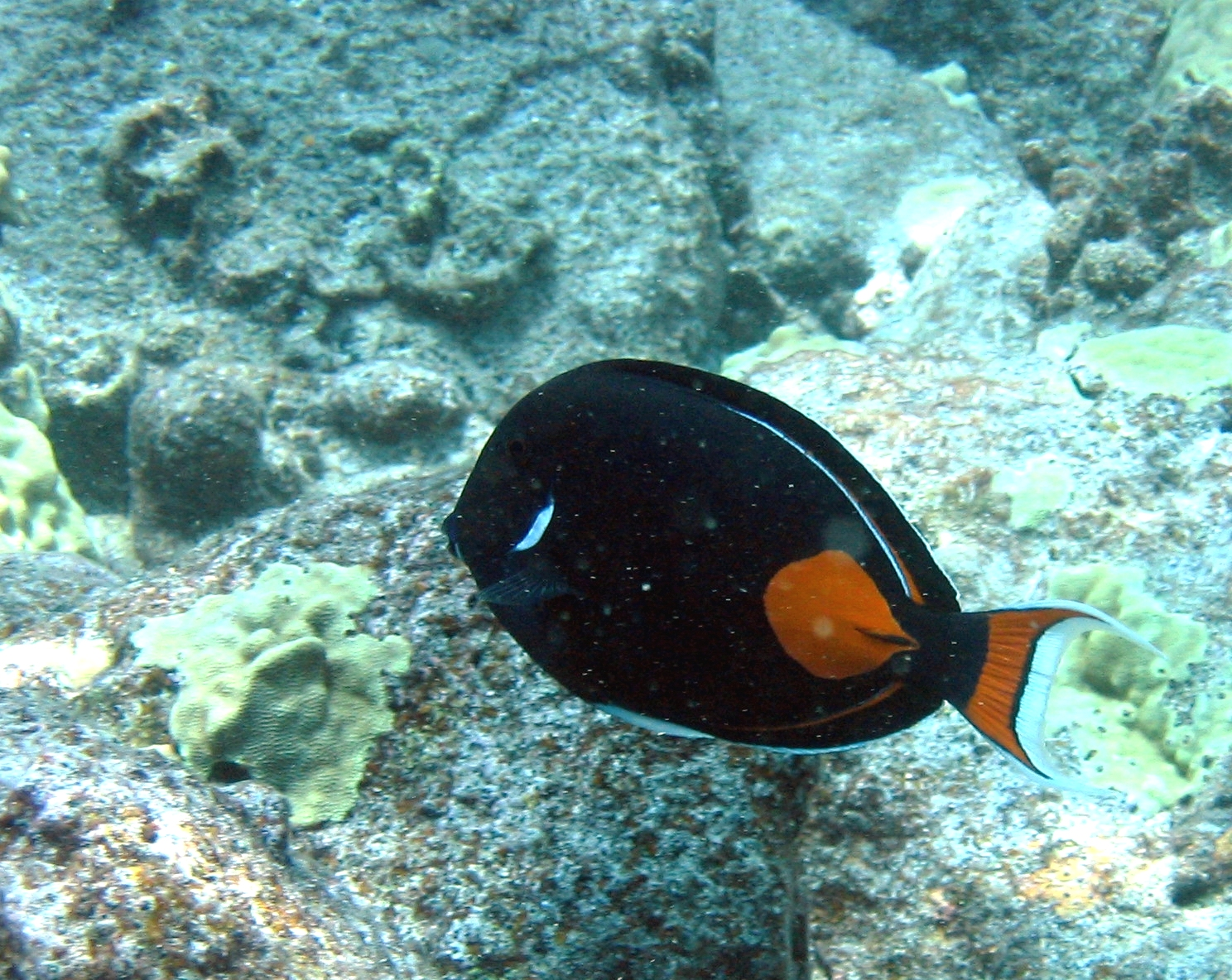